# Štola

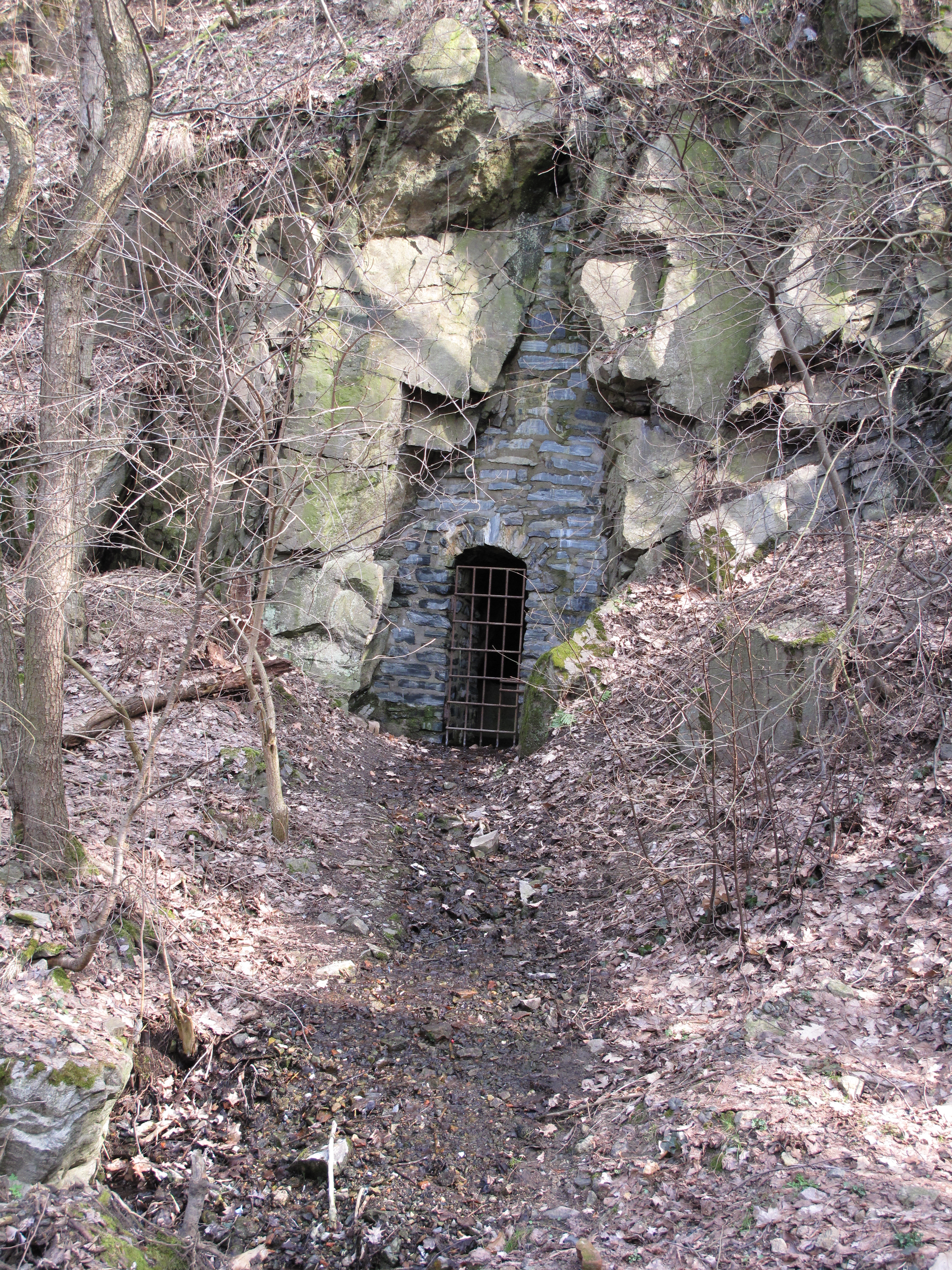
Vstup do Poličanské (Denemarské) štoly v údolí říčky Vrchlice jižně od Kutné Hory

Štola (německy der Stollen) je horizontální dovrchní (vzestupné) nebo úpadní (sestupné) ražené důlní dílo s jedním vyústěním na povrch; tím se liší od tunelu, který má východy dva, a od chodby, která ústí do svislé těžební jámy. V hlubinných dolech nejsou štoly, ale překopy, směrné chodby a vozové chodby.

## Hornictví

### Účel štol
V minulosti byly štoly rozlišovány podle svého účelu:
- Kutná štola (německy Schürfstollen, Schürfbaustollen) sloužila k dobývání ložisek v menší hloubce, proto byla zvána vrchní (denní) štola, (německy Oberstollen, Tagstrecke)
- Spodní (hluboká) štola (německy tiefe Stollen) sloužila k otevření hlubších ložisek -
- Revírní štola (německy Revierstollen) je dlouhá štola sloužící několika dolům
- Pomocná štola (německy Hilfsstollen) se zřizuje, když hlavní štola (německy Hauptstollen), neplní některou z požadovaných funkcí
- Vodní štola (německy Wasserstollen) slouží k odvádění vody
- Splavná štola (německy navigabler Stollen, Navigationsstollen) slouží jako splavný kanál k odvážení dobytých nerostů v malých loďkách
- Větrní štola (německy Wetterstollen) slouží k přivádění větrů
- Vozná štola (německy Förderstollen) slouží pro odvážení dobytých nerostů ve vozících
- Odbočná štola (německy Flügelstollen, Flügelort) V hlubinných dolech se štoly vyskytují jen velmi zřídka, protože účinně nedosahují velkých hloubek a rozfárávka štolou, například do hloubky 400 m, by byla velmi drahá. Proto jsou hlubinné doly rozfárávány jámou (šachtou). Chodby

### Historie
Štoly byly nenahraditelné po tisíciletí jako důlní dílo, které kromě vyjmenovaných funkcí umožňovalo vniknout do horského masívu a sledovat rudnou žílu. S postupem času význam štol ustupoval z těchto příčin:
- instalované parní, později elektrické stroje převzaly dopravu horniny na povrch svislými štolami
- parní, později elektrické stroje poháněly zařízení k čerpání vody a větrání dolů
- těžba se dostávala do větších hloubek, jejichž dosažení by vyžadovalo neúměrně dlouhou nebo příliš strmou štolu
- začalo dominovat uhelné hornictví, které dobývalo uhlí často v rovinatých pánvích

Přesto se budování štol prosadilo i v druhé polovině 20. stoleti - Důl Dukla v Šardicích.

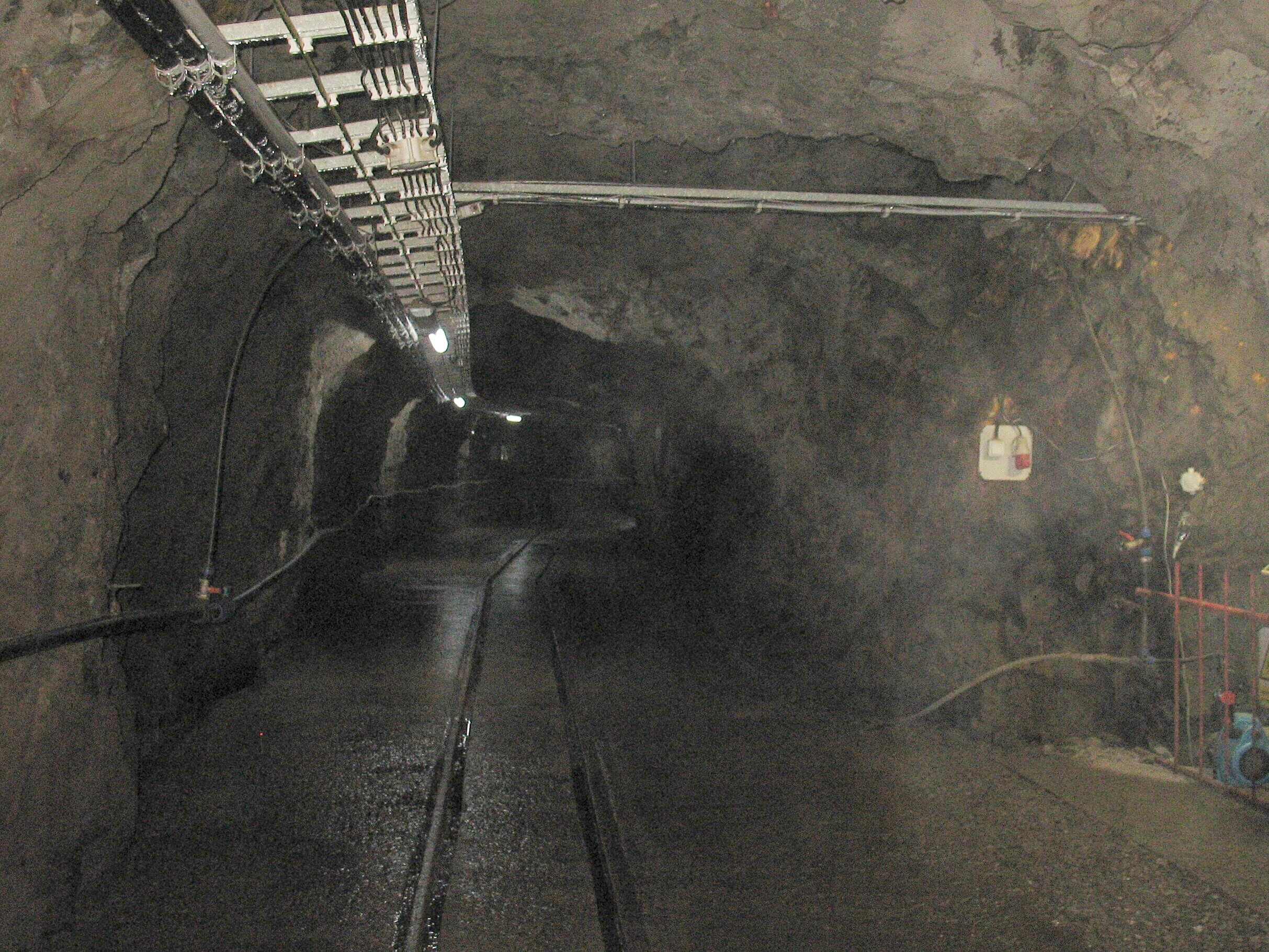
Štola Josef v zlatorudném revíru Psí hory u Mokrska

### Dědičná štola
Dědičná štola sloužila pro odvodňování těžebního území, a proto se musela nacházet na co nejnižší nadmořské výšce. Obvykle ústila do blízkého údolí, kam odváděla podzemní vodu z důlních děl. Budována byla společně všemi majiteli, kteří měli práva na těžbu v tomto území, a následně byla děděna z generace na generaci (odtud název).

## Stavebnictví
Ve stavebnictví a vodohospodářství se slovo užívá v širším smyslu pro technickou podzemní chodbu nebo prostor určený například pro kanalizační či vodovodní stoku, jako specializované vodohospodářské stavby, kupř. vodní přivaděče. Někdy se štoly budují i jako odvodňovací či větrací chodby, kupř. systém štol pod pražským Petřínem, který odvádí nadbytečnou podzemní vodu do Vltavy a zabraňuje tak nežádoucím sesuvům půdy.
Štoly také představují moderní způsob rozvodu inženýrských sítí v kolektorech.

## Jiná využití
Ve válečných dobách mohou sloužit také jako protiletecké úkryty a podzemní továrny. Bývají také hnízdišti některých vzácných živočichů, např. netopýrů.

## Předštola
Štoly se také používají při výstavbě velkých silničních či železničních tunelů jako pomocné a technické chodby. Někdy je zde v první fázi výstavby vyražena tzv. předštola která slouží :
- pro průzkum geologického profilu celé stavby
- v další fázi pak slouží též jako technologické vodítko pro pohyb (obvykle značně velkého, těžkého a složitého) razícího zařízení, např. razícího štítu.

## Příroda ve štolách
Štoly slouží také jako zimoviště zvířat např. netopýrů, plazů aj.